# Joakim Garff

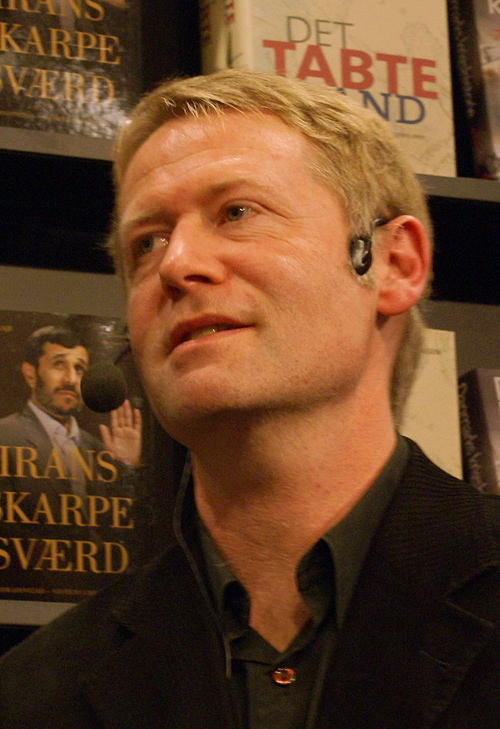
Joakim Garff

Joakim Garff född 25 februari 1960 i London, är en dansk teologiutbildad författare. Han är barnbarn till poeten Alex Garff.
Garff var mellan åren 1992 och 1999 ordförande för Søren Kierkegaard Sällskapet. Han är nu lektor på Søren Kierkegaard Forskningscenteret i Köpenhamn. Han är också medredaktör för Søren Kierkegaards Skrifter. Han har skrivit ett flertal böcker sedan debuten med Den søvnløse. Kierkegaard læst æstetisk/biografisk (1995). Hans biografi om Søren Kierkegaard, SAK. Søren Aabye Kierkegaard. En biografi (2000), blev en framgång i både Danmark och andra länder. Den är översatt till flera olika språk. Biografin belönades med såväl Georg Brandes Prisen som Weekendavisens litteraturpris.